# Auftritt (Darstellende Kunst)
Ein Auftritt im weiteren Sinn bezeichnet das Erscheinen eines Darstellers in einem bestimmten Rahmen, zum Beispiel in den Medien des Films oder des Theaters, auf einer Bühne, auf einem Festival oder in einem Drama beziehungsweise einem seiner Abschnitte. Das Gegenteil des Auftritts ist der Abgang.

## Theater: Auftritt und Szene

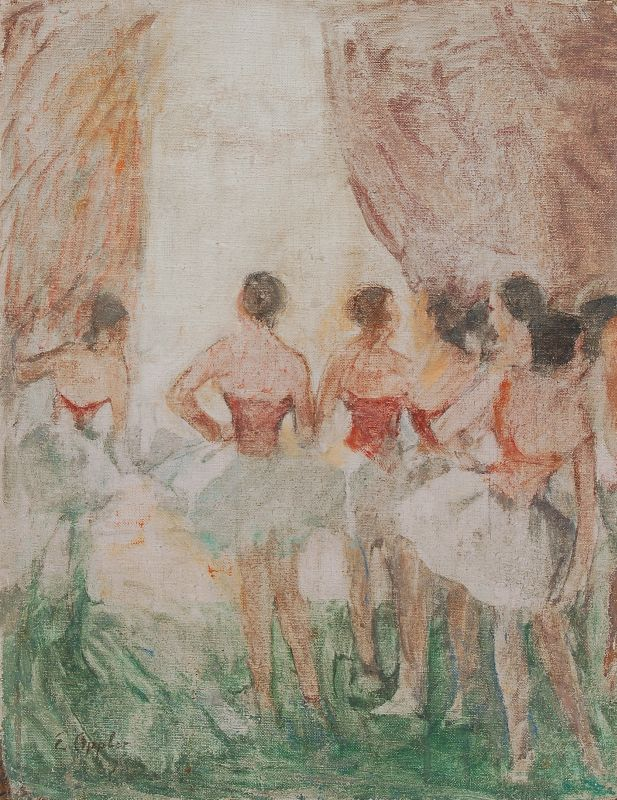
„Vor dem Auftritt“, von Ernst Oppler, um 1912

Im engeren Sinn dienen Auftritte von Theaterfiguren zur Gliederung von Theatertexten. Ein „Auftritt“ ist dann die kleinste strukturelle Einheit des Dramas. Ein neuer „Auftritt“ beginnt immer dann, wenn eine Figur die Bühne verlässt oder betritt. Zumeist ist der Auftritt in dieser Bedeutung gleichbedeutend mit Szene, vor allem wenn es sich um Übersetzungen aus dem Französischen oder Italienischen handelt. Die Einteilung dieser Stücke in acte/atto und scène/scena wird im Deutschen häufig mit den Begriffen Aufzug und Auftritt wiedergegeben. 
Es gibt aber auch Fälle, vermittelt über das englische Theater, wo der Begriff Szene im Sinne von Bild verwendet wird, also für einen Schauplatz beziehungsweise ein Bühnenbild, und der Begriff Auftritt die Funktion der kleineren Einheit übernimmt: In den Textbüchern von Shakespeare wird der Auftritt gewöhnlich nicht eigens aufgeführt – was mit den Bühnengegebenheiten des Globe-Theaters zusammenhängt, wo nicht Auftritte und Abgänge wie auf einer Guckkastenbühne bestimmt werden mussten, sondern vielmehr die Orte des Spiels im großen, stets offenen Theatergebäude. In Dramen von Gotthold Ephraim Lessing oder Friedrich Schiller erscheint die „Szene“ ebenfalls in der Bedeutung des Schauplatzes, und zusätzlich gibt es eine Einteilung in Auftritte.

## Musik
Um charakteristische Auftritte zu betonen, gibt es die Gattung der Auftrittsmusik, die mit der Introduktion, der Fanfare oder dem Tusch verwandt ist.

## Beispiel für die Gliederung eines Dramas
- Drama: Hamlet.
- Drama, Akt: Hamlet, 3. Akt.
- Drama, Akt, Szene: Hamlet, 3. Akt, 3. Szene: Ein Zimmer im Schlosse.
- Drama, Akt, Szene, Auftritt: Hamlet, 3. Akt, 3. Szene, 1. Auftritt: Der König, Rosenkranz und Güldenstern.
- Drama, Akt, Szene, Auftritt: Hamlet, 3. Akt, 3. Szene, Ende des 1. Auftritts: Rosenkranz und Güldenstern ab.
- Drama, Akt, Szene, Auftritt: Hamlet, 3. Akt, 3. Szene, Beginn des 2. Auftritts: Polonius kommt.
- Drama, Akt, Szene, Auftritt: Hamlet, 3. Akt, 3. Szene, Ende des 2. Auftritts: Polonius ab.
- Drama, Akt, Szene, Auftritt: Hamlet, 3. Akt, 3. Szene, 3. Auftritt: Der König allein.